# Fiss
Fiss ist eine Gemeinde mit 1051 Einwohnern (Stand 1. Jänner 2024) im Bezirk Landeck im Bundesland Tirol (Österreich) im oberen Tiroler Inntal, auch als Tiroler Oberland bezeichnet.
Nach Angaben der Gemeinde sind 945 Hauptwohnsitze gemeldet, davon 488 männliche und 457 weibliche Bewohner (Stand 22. November 2017).

## Geografie
Fiss liegt auf der drei Gemeinden umfassenden Tiroler Sonnenterrasse etwa 500 Meter oberhalb des Oberinntals, auf einem flachen, nach Süden gerichteten Hang. Damit zählt es zum Oberen Gericht.
Das Gemeindegebiet von 3769 Hektar umfasst 6,7 Hektar Besiedelungen und 1084 ha Waldgebiete, wovon 934 ha Schutzwald und 150 ha Wirtschaftswald sind.
Über dem Ort erhebt sich das Schönjoch (2491 m ü. A.), der nordwestlichste Gipfel der Samnaungruppe. Talgegenüber liegt der untere Glockturmkamm mit dem Pfroslkopf (3148 m ü. A.), und talauswärts der Taleingang des Kaunertals und der Kaunergrat mit der Aifnerspitze (2779 m ü. A.), beide Ötztaler Alpen.
Geologisch ist das Gemeindegebiet von Fiss sehr vielfältig und liegt im nordöstlichen Grenzgebiet des Engadiner Fensters, in dem vor allem der längsverlaufende Inn die Penninischen Decken freigelegt hat, die nach Norden hin an den Berggipfeln von den tektonischen Decken aus Glimmerschiefer und Sedimentgneisen des ostalpinen Altkristallins überdeckt werden.
Fiss liegt klimatisch in der Zone des kontinentalen Inneralpen-Bereichs mit geringen Niederschlägen und Nebelhäufigkeit. Mit im Jahresmittel über 2000 Sonnenstunden liegt es nach Angaben der Gemeinde "an der Spitze Mitteleuropas".

### Gemeindegliederung
Die Gemeinde hat nur eine Katastralgemeinde, Ortschaft und einen Zählsprengel Fiss.
Ortsteile sind Fiss, Fisser Höfe, Kreuz, Plazör, Schöngamp, Telfeshof.

### Nachbargemeinden
| Tobadill | Landeck ∗                                   | Fließ              |
| Kappl    | Kompassrose, die auf Nachbargemeinden zeigt | Ladis              |
| Serfaus  |                                             | Ried im Oberinntal |

∗ Landeck grenzt nur in einem Punkt am Gatschkopf an

## Geschichte
Der Name Fiss selbst ist schwer zu deuten, inzwischen gilt die vorrömische Herkunft als sicher. Daher gelten ursprüngliche Deutungsversuche aus dem Lateinischen und Romanischen inzwischen als überholt, so die Herleitungen aus lateinisch fossa „Graben“ oder fodia. Die erste schriftliche Erwähnung in einer Urkunde der Abtei Marienberg im Jahr 1288 nennt den Ort Fusse. Wenig später, im Jahr 1302, ist in einer Bozener Urkunde die exakte topografische Bezeichnung de Fusse in Valle Eni bezeugt.  Eine neuere Hypothese leitet den Namen aus dem ostalpen-indoeuropäischen *fussi (Schlag, Kahlschlag) ab, das sich über das alpenromanische *Fóssi im Mittelhochdeutschen zu Füsse und im Neuhochdeutschen in der lokalen bayrisch-tirolischen Prägung zum heutigen Fiss entwickelte.
Die erste bekannte Besiedlung erfolgte in der Bronzezeit im zweiten Jahrtausend v. Chr. durch die Räter. Nach der Eroberung durch das Römische Reich im 1. Jahrhundert v. Chr. wurde Fiss der Provinz Raetia zugeschlagen und die Bevölkerung romanisiert. In der Römerzeit verlief mit der über den Reschenpass führenden Via Claudia Augusta einer der wichtigsten Alpenübergänge mit einem Seitenweg über das Plateau von Fiss. Auf die Römer ist die Errichtung erster Steinhäuser zurückzuführen. Die Besiedlung erfolgte als typisches rätoromanisches Haufendorf. Ab dem sechsten Jahrhundert zogen Bajuwaren, teilweise auch Alemannen und ab etwa 1350 einige Kolonisten aus dem Wallis zu. Hierdurch wurde das bis dahin vorherrschende Rätoromanische durch den bis in die Gegenwart gesprochenen südbairisch-tirolischen Dialekt des Oberdeutschen mit alemannischem Einschlag abgelöst.
Die ältesten erhaltenen Steinhäuser im Ortskern stammen aus dem 16. und 17. Jahrhundert.
1427 wohnten bereits etwa 250 Menschen in Fiss, 1841 wurde mit 538 ein Höchststand verzeichnet. Das späte 19. und frühe 20. Jahrhundert waren von Abwanderung (unter anderem nach Amerika) geprägt, sodass die Einwohnerzahl auf etwa 300 fiel. 1928 erhielt Fiss eine Zufahrtsstraße und 1939/40 eine Materialseilbahn, zuvor gab es nur einen Karrenweg für Ochsengespanne.
Nach dem Zweiten Weltkrieg begann in Fiss der Tourismus. Die Prägung des Ortskerns durch eng verbaute und verwinkelte Gassen mit Westtiroler Bauernhöfen erfuhr durch den einsetzenden Tourismus ab den 1960er Jahren eine Umgestaltung durch Hotels und Pensionen. Dazu trug auch ein Brand im Ortskern 1972 bei.
Serfaus war ursprünglich Teil des Gerichtsbezirks Ried in Tirol und wurde nach der Auflösung des Gerichtsbezirks Ried 1978 Teil des Gerichtsbezirks Landeck.

### Staatsbürgerschaft, Religion
Im Jahr 2020 zählte die Gemeinde Fiss 1041 Einwohner. 869 Einwohner (83,5 %) besaßen die österreichische Staatsbürgerschaft. Von den 172 Einwohnern ohne österreichische Staatsangehörigkeit stammte die große Mehrheit (149 Personen) aus einem Mitgliedstaat der Europäischen Union.
Die Bevölkerung von Fiss ist mehrheitlich römisch-katholisch: Gemeinsam mit zwölf umliegenden Gemeinden gehört Fiss zum Dekanat Prutz. Per 1. Jänner 2019 waren 91,4 % der Bevölkerung im Dekanatsgebiet Mitglied der römisch-katholischen Kirche.

## Kultur und Sehenswürdigkeiten

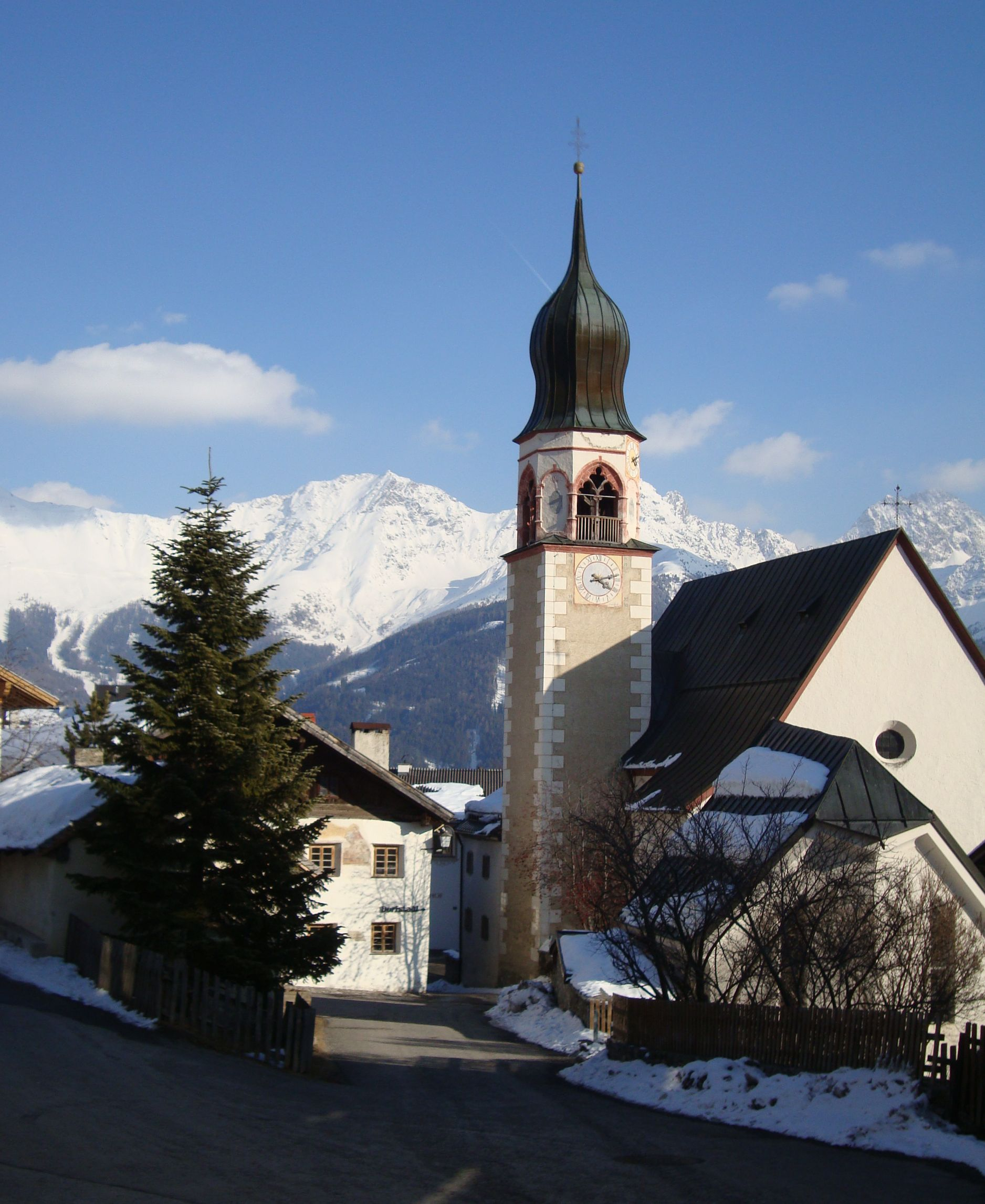
Ortsmitte von Fiss

- Pfarrkirche Hl. Johannes der Täufer mit Friedhof mit Totenkapelle und Kriegergedächtniskapelle
- vier  Dorfbrunnen
- Naturdenkmal Gande[9]
- Das Blochziehen in Fiss ist ein alter Fasnachtsbrauch. Der Brauch wird auf der Österreichliste für Immaterielles Kulturerbe (Nationales Kulturgut) der UNESCO geführt.

## Wirtschaft und Infrastruktur

### Verkehr
Die Serfauser Landesstraße L 19 kommt serpentinenreich von Ried im Oberinntal über Telfeshof herauf und führt den Beutelsbach ausfahrend dann nach Serfaus. Bei den Fisser Höfen zweigt die Ladiser Straße L 286 ab.

### Tourismus
Die Gemeinde gehört zum Tiroler Planungsverband Sonnenterrasse und zur Tourismusregion Serfaus–Fiss–Ladis. Sitzgemeinde das Planungsverbandes ist Fiss, Sitz des Tourismusverbandes ist Serfaus.
Fiss ist Teil der Skiregion Serfaus–Fiss–Ladis und bietet im Winter Loipen und Skipisten. Für die Sommergäste verfügt die Region über ein ausgedehntes Netz von Wanderwegen und Berghütten. Seit dem Sommer 2005 gibt es den "Sommerfunpark Fiss". Hauptattraktionen sind die Sommerrodelbahn Fisser Flitzer, der Fisser Flieger und die Riesenschaukel Skyswing sowie seit Sommer 2008 die Sommerschneewelt.

## Politik

### Gemeindevertretung
- Jetzt für Fiss: 9
- Unser Fiss: 2

Sitzverteilung seit der Gemeinderatswahl 2022:
- 81,88 % – 9 Mandate Jetzt für Fiss
- 18,12 % – 2 Mandate Unser Fiss

Bürgermeister ist Simon Schwendinger von der Liste Jetzt für Fiss.

### Wappen
Beschreibung:
Von Schwarz und Gold gevierteter Schild, im rechten Obereck eine Sonne, im linken Untereck zwei goldene Ähren.
Die Sonne ist das Zeichen für das Sonnenplateau, auf dem sich die Gemeinde Fiss befindet, die Ähren verweisen auf die hochalpine Gerstenart Imperialgerste, die in Fiss ihren Ursprung hatte.
Die Verleihung des Gemeindewappens erfolgte am 22. Jänner 1974.

## Hauptort der Gemeinde
Hauptort der Gemeinde ist das Dorf Fiss (nomineller Gemeindehauptort ist die die ganze Gemeinde umfassende Ortschaft des Namens). Fiss liegt taleinwärts oberhalb von Ried. Die Talschulter der Sonnenterrasse bricht direkt südlich zum Fraunstobel des Beutelsbachs jäh ab. Der Ort liegt direkt oberhalb der Serfauser Landesstraße L 19.
Die Ansiedlung erstreckt sich über etwas mehr als einen Kilometer auf Höhen zwischen etwa 1400–1500 m ü. A. (die Dorfkirche liegt auf 1438 m ü. A.), und damit deutlich höher als der nördlich benachbarte Ort Ladis, aber etwa gleich hoch wie Serfaus. Fast die gesamte Einwohnerschaft der Gemeinde lebt im Dorf.
Nachbarorte
| Samnaun (Gem. Fiss u. Serfaus) ∗ |                                             | Überwasser (Gem. Ladis) |
|                                  | Kompassrose, die auf Nachbargemeinden zeigt | Fisser Höfe             |
| Serfaus (Gem. Serfaus)           | Feld (Gem. Serfaus)                         | Telfeshof               |

∗ Die zerstreuten Häuser des Schigebiets

## Söhne und Töchter der Gemeinde
- Hans Illmer (1878–1936), Politiker (CSP) und Baumeister